# Warnasari (Sukabumi)
Warnasari is een bestuurslaag in het regentschap Sukabumi van de provincie West-Java, Indonesië. Warnasari telt 8364 inwoners (volkstelling 2010).